# 川上郡 (岡山県)
- 令制国一覧 > 山陽道 > 備中国 > 川上郡
- 日本 > 中国地方 > 岡山県 > 川上郡

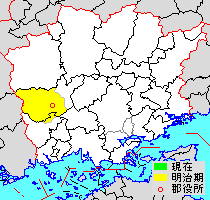
岡山県川上郡の位置

川上郡（かわかみぐん）は、岡山県（備中国）にあった郡。

## 郡域
1878年（明治11年）に行政区画として発足した当時の郡域は、下記の区域にあたる。
- 井原市の一部（美星町明治・美星町黒忠）
- 高梁市の一部（高梁川以西）

## 歴史
古くは下道郡に含まれていた（一部、哲多郡・小田郡・後月郡に含まれていた地域もある）。後に下道郡北部を分割して本郡が成立した。かつては「河上」とも表記されていたが、郡区町村編制法施行時に「川上」に統一された。名称の由来は高梁川の上流に位置していた（下道郡に対して、もしくは備中国の中心地に対して）ためといわれている。郡衙の位置は不明。

### 近世以降の沿革
- 「旧高旧領取調帳」に記載されている明治初年時点での支配は以下の通り。東組・西組は3ヶ所ずつ所在。●は村内に寺社領が存在。（66村）

| 知行         | 知行                     | 村数 | 村名 |
| ------------ | ------------------------ | ---- | --- |
| 幕府領       | 大森代官所               | 13村 | 東組、西組、中組、西元組、元組、長谷組、西組、東組、西組、東組、布寄村、西山村、坂本村                                                                                          |
| 幕府領       | 倉敷代官所               | 6村  | 小泉村、塩田村、吹屋村、本郷組、小野路組、大野路組 |
| 幕府領       | 旗本領（交代寄合山崎氏） | 20村 | ●成羽村、福地村、原田村、下日名村、上日名村、水名村、増原村、上黒忠村、下黒忠村、三沢村、上大竹村、下大竹村、布瀬村、臘数村、佐々木村、羽根村、羽山村、下原村、大原村、福松新開 |
| 幕府領       | 旗本領（その他）         | 13村 | 布賀村、高山市村、相坂村、長屋村、長地村、七地村、高山村、二ヶ村、佐屋村、九名村、大津寄村、黒萩村、下切村                                                                      |
| 藩領         | 備中松山藩               | 12村 | 春木村、西野々村、割出村、宇治村、丸山村、飯部村、玉村、阿部村、近似村、川乱村、神原村、田井村                                                                                  |
| 藩領         | 備後福山藩               | 1村  | 領家村 |
| 幕府領・藩領 | 旗本領（その他）・福山藩 | 1村  | 地頭村 |

- 慶応4年
  - 5月16日（1868年7月5日） - 幕府領が倉敷県の管轄となる。
  - 6月20日（1868年8月8日） - 交代寄合山崎氏が立藩して成羽藩となる。
- 明治元年12月7日（1869年1月19日） - 松山藩が戊辰戦争後の処分により減封。春木村・西野々村・割出村・宇治村・丸山村・飯部村が倉敷県の管轄となる。
- 明治2年11月2日（1869年12月4日） - 松山藩が改称して高梁藩となる。
- 明治3年（1870年） - この年までに旗本領が倉敷県の管轄となる。
- 明治4年
  - 7月14日（1871年8月29日） - 廃藩置県により、藩領が成羽県、高梁県、福山県の管轄となる。
  - 11月15日（1871年12月26日） - 第1次府県統合により、全域が深津県の管轄となる。
- 明治5年6月5日（1872年7月10日） - 小田県の管轄となる。
- 明治7年（1874年）（56村）
  - 東組・西組・中組・西元組・元組・長谷組が合併して平川村となる。
  - 東組・西組が合併して東油野村となる。
  - 東組・西組が合併して西油野村となる。
  - 本郷組・小野路組・大野路組が合併して中野村となる。
  - 上黒忠村・下黒忠村が合併して黒忠村となる。
- 明治8年（1875年）
  - 12月20日 - 第2次府県統合により岡山県の管轄となる。
  - 西野々村・割出村が合併して松岡村となる。（55村）
- 明治9年（1876年） - 二ヶ村・佐屋村が合併して仁賀村となる。（54村）
- 明治10年（1877年） - 九名村・黒萩村・水名村・福松新開が合併して明治村となる。（51村）
- 明治11年（1878年）9月29日 - 郡区町村編制法の岡山県での施行により、行政区画としての川上郡が発足。郡役所が下原村に設置。
- 明治14年（1881年）（49村）
  - 塩田村・丸山村が合併して穴田村となる。
  - 川乱村が原田村に合併。

### 町村制以降の沿革
- 明治22年（1889年）6月1日 - 町村制の施行により、以下の各村が発足。特記以外は全域が現・高梁市。（16村）
  - 東成羽村 ← 下原村、上日名村、下日名村、臘数村［枝村星原］、佐々木村［本村］
  - 成羽村 ← 成羽村、羽山村
  - 玉川村 ← 玉村、下切村、増原村
  - 日里村 ← 明治村、黒忠村（現・井原市）
  - 手荘村 ← 地頭村、領家村、三沢村、七地村、臘数村［本村］、佐々木村［枝村吉木］
  - 大賀村 ← 仁賀村、上大竹村、下大竹村
  - 高山村 ← 高山村、高山市村、大原村
  - 富家村 ← 布賀村、布瀬村、長屋村、佐々木村［枝村志藤・用瀬］
  - 平川村（単独村制）
  - 湯野村 ← 東油野村、西油野村、西山村
  - 吹屋村 ← 坂本村、吹屋村、中野村［字長田・田原］
  - 宇治村 ← 穴田村、宇治村、中野村［字本郷］、飯部村［のちの遠原］
  - 中村 ← 布寄村、長地村、相坂村、羽根村、小泉村
  - 松原村 ← 松岡村、春木村、大津寄村、神原村
  - 高倉村 ← 田井村、飯部村［のちの遠原を除く］、近似村［のちの大瀬八長］
  - 落合村 ← 阿部村、原田村、福地村、近似村［のちの大瀬八長を除く］
- 明治33年（1900年）4月1日 - 郡制を施行。
- 明治34年（1901年）
  - 2月6日 - 吹屋村が町制施行して吹屋町となる。（1町15村）
  - 4月1日 - 東成羽村が町制施行・改称して成羽町となる。（2町14村）
- 明治39年（1906年）4月1日 - 成羽町・成羽村が合併し、改めて成羽町が発足。（2町13村）
- 大正12年（1923年）4月1日 - 郡会が廃止。郡役所は存続。
- 大正15年（1926年）7月1日 - 郡役所が廃止。以降は地域区分名称となる。
- 昭和25年（1950年）4月1日 - 手荘村が町制施行して手荘町となる。（3町12村）
- 昭和29年（1954年）
  - 4月1日 - 手荘町・大賀村・高山村が合併して川上町が発足。（3町10村）
  - 5月1日 - 玉川村・宇治村・松原村・高倉村・落合村が上房郡高梁町・津川村・川面村・巨瀬村と合併して高梁市が発足し、郡より離脱。（3町5村）
  - 6月1日 - 日里村が小田郡美山村・堺村・宇戸村と合併して小田郡美星町（現・井原市）が発足し、郡より離脱。（3町4村）
- 昭和30年（1955年）
  - 3月1日 - 成羽町・中村が合併し、改めて成羽町が発足。（3町3村）
  - 4月1日 - 吹屋町が成羽町に編入。（2町3村）
- 昭和31年（1956年）9月30日 - 富家村・平川村・湯野村が合併して備中町となる。（3町）
- 平成16年（2004年）10月1日 - 成羽町・川上町・備中町が高梁市・上房郡有漢町と合併し、改めて高梁市が発足。同日川上郡消滅。

### 変遷表
| 明治22年以前 | 明治22年6月1日 | 明治22年 -明治35年    | 明治36年- 昭和28年    | 昭和29年 - 昭和31年          | 昭和32年 - 昭和63年 | 平成1年 - 現在              | 現在   |
| ------------ | -------------- | --------------------- | --------------------- | ---------------------------- | ------------------- | --------------------------- | ------ |
|              | 東成羽村       | 明治34年4月1日 成羽町 | 明治39年4月1日 成羽町 | 昭和30年3月1日 成羽町        | 成羽町              | 平成16年10月1日 高梁市      | 高梁市 |
|              | 成羽村         | 成羽村                | 明治39年4月1日 成羽町 | 昭和30年3月1日 成羽町        | 成羽町              | 平成16年10月1日 高梁市      | 高梁市 |
|              | 中村           | 中村                  | 中村                  | 昭和30年3月1日 成羽町        | 成羽町              | 平成16年10月1日 高梁市      | 高梁市 |
|              | 吹屋村         | 明治34年2月6日 吹屋町 | 吹屋町                | 昭和30年4月1日 成羽町へ編入  | 成羽町              | 平成16年10月1日 高梁市      | 高梁市 |
|              | 手荘村         | 手荘村                | 昭和25年4月1日 手荘町 | 昭和29年4月1日 川上町        | 川上町              | 平成16年10月1日 高梁市      | 高梁市 |
|              | 大賀村         | 大賀村                | 大賀村                | 昭和29年4月1日 川上町        | 川上町              | 平成16年10月1日 高梁市      | 高梁市 |
|              | 高山村         | 高山村                | 高山村                | 昭和29年4月1日 川上町        | 川上町              | 平成16年10月1日 高梁市      | 高梁市 |
|              | 富家村         | 富家村                | 富家村                | 昭和31年9月30日 備中町       | 備中町              | 平成16年10月1日 高梁市      | 高梁市 |
|              | 平川村         | 平川村                | 平川村                | 昭和31年9月30日 備中町       | 備中町              | 平成16年10月1日 高梁市      | 高梁市 |
|              | 湯野村         | 湯野村                | 湯野村                | 昭和31年9月30日 備中町       | 備中町              | 平成16年10月1日 高梁市      | 高梁市 |
|              | 玉川村         | 玉川村                | 玉川村                | 昭和29年5月1日 高梁市の一部  | 高梁市              | 平成16年10月1日 高梁市      | 高梁市 |
|              | 宇治村         | 宇治村                | 宇治村                | 昭和29年5月1日 高梁市の一部  | 高梁市              | 平成16年10月1日 高梁市      | 高梁市 |
|              | 松原村         | 松原村                | 松原村                | 昭和29年5月1日 高梁市の一部  | 高梁市              | 平成16年10月1日 高梁市      | 高梁市 |
|              | 高倉村         | 高倉村                | 高倉村                | 昭和29年5月1日 高梁市の一部  | 高梁市              | 平成16年10月1日 高梁市      | 高梁市 |
|              | 落合村         | 落合村                | 落合村                | 昭和29年5月1日 高梁市の一部  | 高梁市              | 平成16年10月1日 高梁市      | 高梁市 |
|              | 日里村         | 日里村                | 日里村                | 昭和29年6月1日 小田郡 美星町 | 小田郡 美星町       | 平成17年3月1日 井原市へ編入 | 井原市 |

## 行政
歴代郡長
| 代 | 氏名 | 就任年月日                | 退任年月日                | 備考                   |
| -- | ---- | ------------------------- | ------------------------- | ---------------------- |
| 1  |      | 明治11年（1878年）9月29日 |                           |                        |
|    |      |                           | 大正15年（1926年）6月30日 | 郡役所廃止により、廃官 |

## 関連文献
- 原田竜右衛門『川上郡史』1927年。NDLJP:1170778。